# Glomérulo renal
El glomérulo es la boca 
anatómica funcional del riñón, donde tienen lugar la  depuración y la filtración del plasma sanguíneo como primera etapa en el proceso de formación de la orina, es una red de capilares rodeada por una envoltura externa en forma de copa llamada cápsula de Bowman que se encuentra presente en la nefrona del riñón de todos los vertebrados. El plasma de la sangre se filtra en la cápsula a través de los capilares glomerulares y el material filtrado en la cápsula se vierte en el túbulo proximal, que también forma parte de la nefrona.
El glomérulo recibe su irrigación de una arteriola aferente de la circulación renal. A diferencia de la mayor parte de los lechos capilares, el glomérulo desemboca en una arteriola eferente en lugar de una vénula. La resistencia de estas arteriolas produce una presión intraglomerular elevada que contribuye al proceso de ultrafiltración por el que los líquidos y los materiales solubles en la sangre son forzados fuera de los capilares  hacia la cápsula de Bowman.
El glomérulo y la cápsula de Bowman que lo circunda constituyen el corpúsculo renal, la unidad de filtración básica del riñón. La velocidad a la que se filtra la sangre a través de todos los glomérulos, y por lo tanto la medida de la función renal en general, es el índice de filtración glomerular (IFG).

## Historia

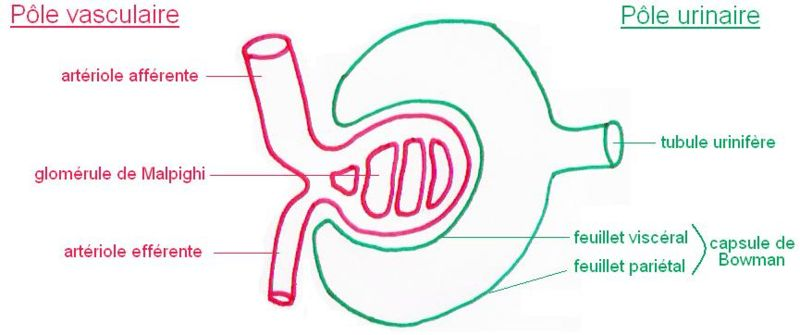
Corpúsculo de Malpighi. Pôle urinaire: polo urinario. Artériole afférente: arteriola aferente. Glomérule de Malpighi: glomérulo de Malpighi. Artériole efférente: arteriola eferente. Tubule urinifére: túbulo urinífero. Feuillet viscéral y feuillet pariétal: capas visceral y parietal de la cápsula de Bowman.

En 1666 el biólogo y anatomista italiano Marcello Malpighi describió por primera vez los glomérulos y demostró su continuidad con la vasculatura renal. Alrededor de ciento setenta y cinco años después el cirujano y anatomista William Bowman describió en detalle la arquitectura del glomérulo y la continuidad entre su cápsula circundante y el túbulo proximal.
Según otro autor, no hay ninguna duda sobre que el anatomista que más contribuyó al desarrollo del conocimiento de la estructura del riñón fue Marcelo Malpighi, quien en 1666 describió la estructura de varias vísceras, incluido el riñón. Malpighi distinguió las zonas renales cortical y medular: en la corteza reconoció las estructuras que hoy se conocen como glomérulos y túbulos contorneados y en la médula los túbulos rectos que viajaban hacia la papila y desembocaban en la pelvis, ya descritos por Bellini.
En 1781 el Abad Felice Fontana describió por primera vez en la médula renal asas tubulares que más tarde se llamarían asas de Henle porque ese descubrimiento no se le reconoció a él sino a Jacobo Henle. Malpighi no pudo establecer la conexión entre el glomérulo y los túbulos renales y fue William Bowman quien describió esa unión doscientos años después. Bowman no conoció los estudios de Fontana y Jacobo Henle, que disponía de mejores técnicas microscópicas y estaba al tanto de las descripciones del abad, fue quien detalló las asas medulares en forma de horquilla para el pelo de los túbulos uriníferos Las conexiones de las ramas ascendente y descendente de las asas medulares con los túbulos contorneados corticales fueron descritas por Franz Schweigger-Seidel.

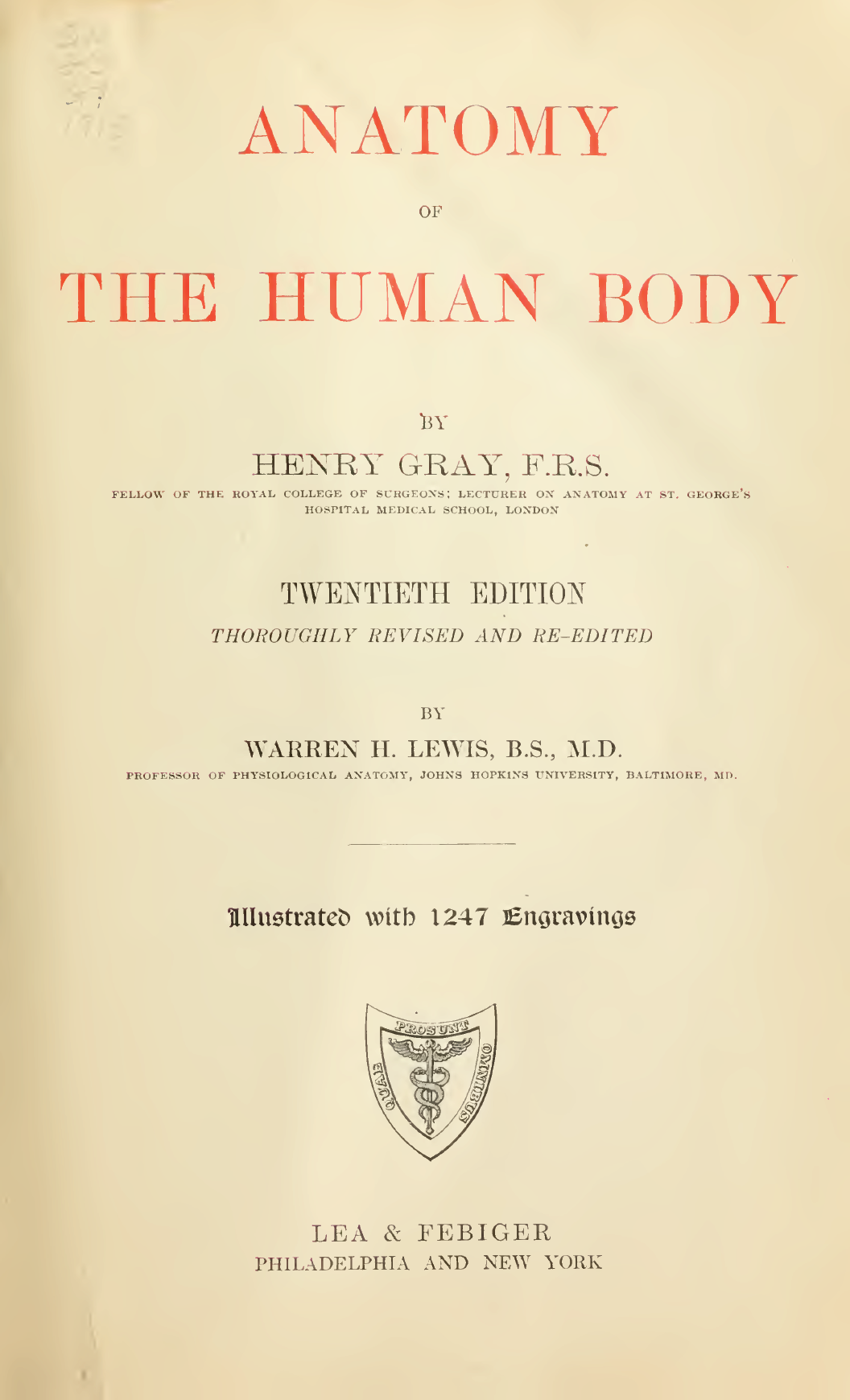
Anatomía de Gray, 20^{a} ed. (1918).

En cuanto a las funciones renales básicas, en 1843 Carl Ludwig propuso que la orina se formaba mediante un proceso pasivo de ultrafiltración a nivel del glomérulo renal y también que las diferencias entre la composición de la orina y la sangre se debían a un proceso de reabsorción de sustancias que tenía lugar en los túbulos renales. No propuso ninguna actividad secretora a nivel tubular. En 1906 Rudolf Metzner, que había sido asistente de Ludwig, destacó que en el proceso reabsortivo intervenía un mecanismo activo; además, el análisis de los datos de la función renal existentes hasta esa época lo llevó a concluir que la formación de la orina podía explicarse mejor si se la definía como un proceso de tres componentes: ultrafiltración de un gran volumen de líquido a nivel glomerular, reabsorción activa por el epitelio tubular de la mayor parte del líquido y los solutos filtrados y secreción, también activa, de ciertos componentes urinarios por el mismo epitelio tubular. En consecuencia Metzner fue el primero en proponer una teoría de formación de la orina más completa y considerablemente más cercana a conceptos actuales, como los que publicó Cushny algunos años más tarde en su "Teoría Moderna". Sin embargo, Wearn y Richards confirmaron recién en 1924 que el líquido presente en el interior del espacio de Bowman es un ultrafiltrado del plasma.

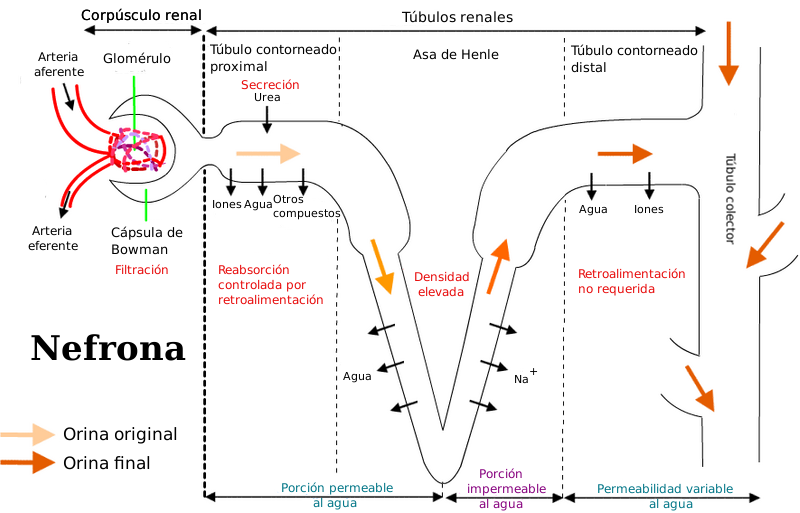
Recorrido del flujo renal a lo largo de la nefrona.

A fines de la década de 1950 hubo adelantos importantes en fisiología renal. Se crearon y aplicaron técnicas de depuración (clearance) en el riñón intacto que aumentaron en gran medida el conocimiento de la función renal. Sin embargo, los estudios de depuración tenían limitaciones y la resolución de ciertas dudas solo se logró por evaluación directa de la función de las nefronas una vez que se desarrollaron y aplicaron las técnicas de micropunción in vivo tanto en anfibios como en mamíferos. Según un autor, está demás decir que la micropunción ha sido y sigue siendo una herramienta de investigación de gran poder pero aunque al igual que las técnicas de  depuración tiene ciertas ventajas, también  posee una limitación muy importante: la inaccesibilidad para estudiar directamente todos los segmentos de la nefrona.

## Estructura

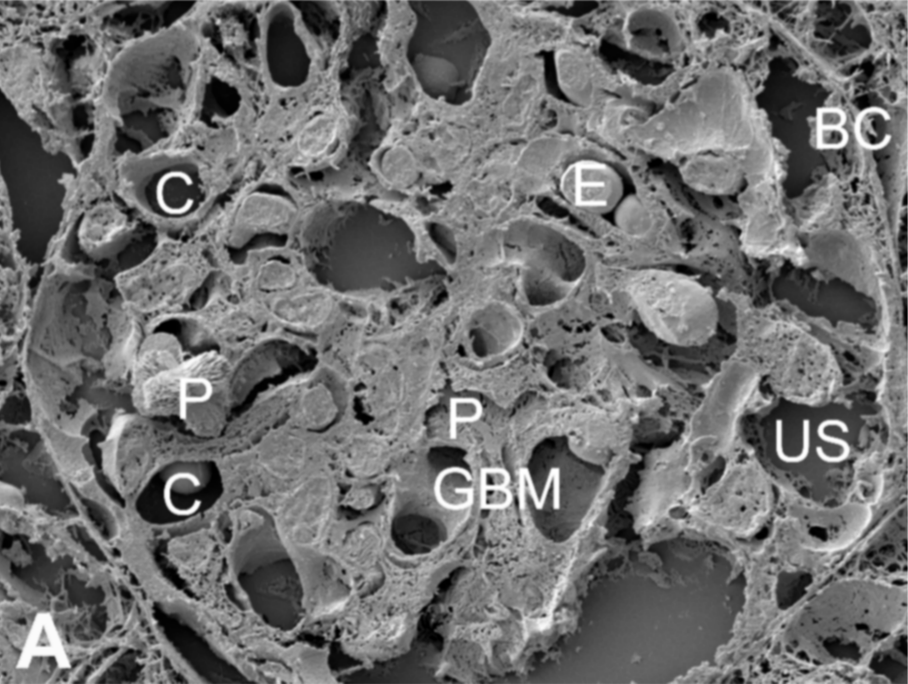
Glomérulo renal 3D. C= capilares. E= eritrocitos.

El glomérulo es una red de pequeños vasos sanguíneos llamados capilares que se encuentran situados en el interior de la cápsula de Bowman dentro del riñón. Entre los capilares y la cápsula de Bowman se halla el mesangio. La sangre entra en los capilares del glomérulo por una sola arteriola, la ya mencionada arteriola aferente, y sale de ellos por la también mencionada arteriola eferente. Los capilares están revestidos por una capa de células (el endotelio) cuya estructura única permite la filtración de los componentes de la sangre y en última instancia determina la formación de la orina.

### Capilares glomerulares

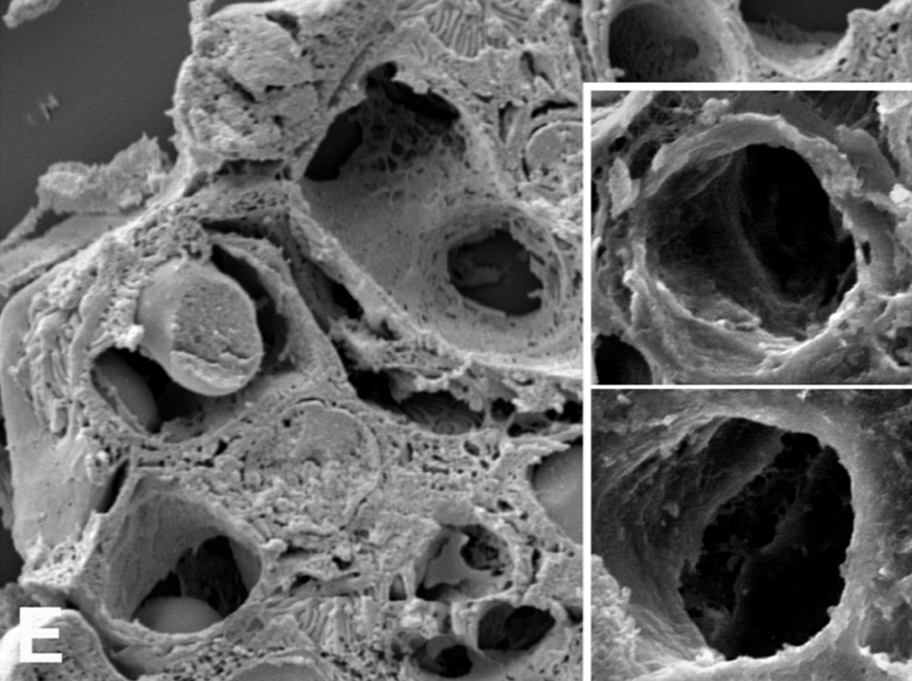
Capilares del Glomérulo renal

Los capilares del glomérulo renal son capilares fenestrados. Las fenestras son más grandes (2-3 nanómetros (nm) de diámetro), más abundantes y de contorno más irregular que el de los capilares fenestrados de otras localizaciones. En las fenestras de los capilares glomerulares no hay diafragma. La membrana de las células endoteliales contiene gran cantidad de canales acuosos de acuaporina, una proteína transmembrana encargada de transportar el agua a través de los compartimientos celulares. Los capilares tienen una lámina basal que se fusiona con la de los podocitos que los rodean.
La pared del capilar glomerular es una barrera molecular capaz de impedir el paso de la mayor parte de las proteínas plasmáticas y permitir el paso del agua, de moléculas de soluto pequeñas y de iones.
Entre la sangre y el espacio urinario una sustancia debe atravesar la barrera de filtración glomerular compuesta por el endotelio fenestrado, la membrana basal glomerular y la hendidura del poro y la zona que queda entre los pedicelos de los podocitos.
Hay tres fases de la filtración: el endotelio con fenestraciones, la membrana basal glomerular y el epitelio visceral formado por los podocitos, que dejan ver el diafragma entre los pedicelos.

### Cápsula de Bowman

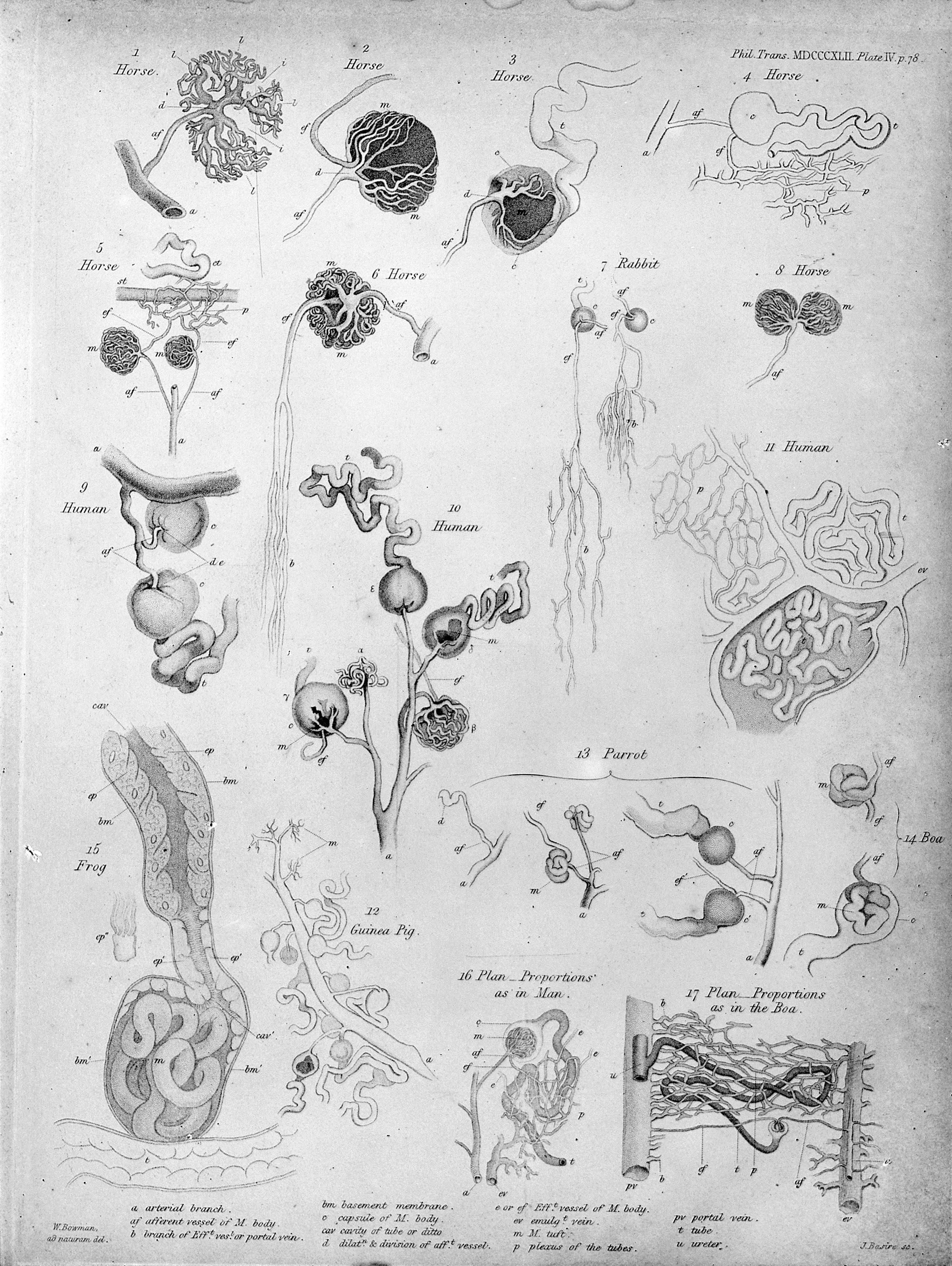
Cápsula de Bowman, corpúsculos de Malpighi.

La cápsula de Bowman está constituida por un epitelio plano simple en cuyo seno existe un ovillo vascular originado en la arteriola que irriga el glomérulo, la arteriola aferente, la que luego se divide en distintos capilares que a la salida del glomérulo van a reunirse en otra arteriola, la arteriola eferente. Es la parte más externa del corpúsculo renal y está formada por una pared doble (con una capa parietal y otra visceral) que delimita un espacio llamado espacio urinario o espacio capsular de Bowman. En el polo urinario del corpúsculo este espacio urinario se continúa con la luz del túbulo contorneado proximal. La capa parietal de la cápsula de Bowman es el límite externo del corpúsculo renal y está formada por un epitelio plano simple (epitelio capsular) apoyado sobre su lámina basal.
En el polo urinario el epitelio de la capa parietal se continúa con el epitelio cúbico del túbulo contorneado proximal mientras que en el polo vascular ese epitelio se continúa con el de la capa visceral, que se ha invaginado y envuelve la pared de los capilares del glomérulo. La capa visceral de la cápsula de Bowman está formada por células llamadas podocitos.

### Podocitos
Los podocitos son células en forma de estrellas de gran tamaño con prolongaciones similares a tentáculos que rodean los capilares glomerulares. Sus cuerpos protruyen en la luz del espacio urinario y emiten prolongaciones primarias gruesas que se ramifican en prolongaciones secundarias abundantes y más finas, las que a su vez emiten ramificaciones terciarias o pedicelos. Todas esas ramificaciones tienen un citoesqueleto muy desarrollado; los pedicelos de cada célula o de células vecinas se interdigitan y dejan pequeñas ranuras entre ellos, las llamadas ranuras de filtración, de 20 a 30 nm de ancho. Entre los pedicelos contiguos se extiende la membrana de la ranura de filtración, una lámina delgada (mide 5 nm de espesor) compuesta por cadherina y nefrina. La nefrina se fija a los filamentos de actina de los pedicelos por medio de varias proteínas entre las que figuran podocina, ZO-1 (del inglés tight junction protein 1) y CD2AP (CD2-associated protein).
Se trata de células muy diferenciadas que no se dividen. Se cree que existe un número de podocitos inicial y que los podocitos existentes se pierden de forma progresiva e irreversible en el transcurso de una lesión glomerular, aunque en glomerulopatías como las colapsantes el fenotipo del podocito se altera y adquiere la capacidad de dividirse.
La descripción de proteínas específicas de los podocitos y la comprobación de que hay defectos de esas proteínas que causan síndrome nefrótico (por ejemplo, una modificación del gen que codifica la nefrina causa el síndrome nefrótico congénito, que se caracteriza por proteinuria masiva —la albúmina atraviesa la barrera de filtración y aparece en la orina— y edema) sugieren la conveniencia de explorar la  posible intervención de polimorfismos de estas proteínas en la predisposición al desarrollo o a la progresión de nefropatías proteinúricas. Además, como desde 1997 es posible estudiar podocitos diferenciados en cultivo, se podrá explorar el efecto de factores patogénicos de la lesión glomerular y de tratamientos existentes o potenciales directamente sobre esas células.
Otro campo sin explorar es el de la regeneración del podocito. Los datos que indican la posibilidad de regeneración del miocardio lesionado por medio de células pluripotentes derivadas de la médula ósea y la formación de nuevas neuronas en el adulto sugieren que la pérdida de podocitos puede ser reversible si se llegan a comprender los mecanismos moleculares que regulan la  diferenciación, la desdiferenciación, la proliferación y la supervivencia del podocito.
Los podocitos no estarían indefensos frente a la apoptosis. Si bien es cierto que las moléculas destinadas a la defensa antiapoptósica del podocito prácticamente se desconocen, se sabe que la lesión de los podocitos in vivo causa un aumento de la expresión de la  proteína de choque térmico 27 (en inglés heat shock protein 27 o Hsp27). Como otras proteínas de choque térmico, la Hsp27 tiene propiedades antiapoptósicas por lo que podría representar un mecanismo endógeno de supervivencia del podocito en circunstancias adversas. Además, se ha demostrado que la Hsp27 interviene en el mantenimiento del citoesqueleto durante la lesión subletal (reversible) del podocito. La defensa antiapoptósica del podocito podría ser un objetivo terapéutico en las nefropatías glomerulares. En los últimos años se ha acumulado información que sugiere un papel fundamental del podocito en la proteinuria y en la función del glomérulo y los avances logrados en la biología de esta célula permitirán desarrollar aproximaciones preventivas y terapéuticas destinadas a influir sobre su resistencia a la lesión y sobre su capacidad de regeneración.
El podocito rodea al capilar glomerular en su totalidad a través de los pedicelos, que se interdigitan con los de los podocitos vecinos. El espacio que existe entre los pedicelos adyacentes forma las hendiduras de filtración (de 30-40 nm), las que están unidas por uniones estrechas modificadas, los diafragmas. La importancia de la lesión del podocito en la patogenia del síndrome nefrótico fue reconocida en 1957 en un estudio que viró la atención de una degeneración tubular a un aumento de la permeabilidad glomerular y postuló al podocito como sitio primario de lesión en la nefrosis lipoide. El podocito cumple funciones en la barrera de permeabilidad, en el mantenimiento de la arquitectura glomerular, en la biosíntesis y en la interacción con el medio. En su función de filtración el podocito actúa como una barrera que impide la filtración de macromoléculas porque cubre la membrana basal con citoplasma. Las abundantes cargas negativas del glucocáliz funcionan como una barrera electrostática. Los residuos filtrados y atrapados en la membrana basal son fagocitados por el podocito. En cuanto al mantenimiento de la arquitectura glomerular, los podocitos contrarrestan las fuerzas hidrostáticas propias de los capilares glomerulares por medio de integrinas y distroglicanos. En su función de biosíntesis el podocito interviene en la síntesis y degradación de la membrana basal con colágeno de tipo IV, fibronectina, laminina, heparán sulfato, prostaglandinas y factores de crecimiento. En lo que se refiere a su interacción con el medio el podocito interactúa con proteínas reguladoras del complemento, con receptores de IgG-Fc, con receptores de lipoproteínas de baja densidad o LDL y con el sistema activador del plasminógeno.

### Membrana basal glomerular
La membrana basal glomerular impide el paso de macromoléculas en forma mecánica y eléctrica, esta última debida a la presencia de moléculas de carga negativa, proteoglicanos ricos en heparán sulfato. Esta membrana está compuesta por dos capas finas, la lámina rara interna y la lámina rara externa, y una capa central gruesa, la lámina densa. Las células endoteliales y epiteliales adyacentes secretan moléculas de colágeno de tipo IV, laminina, fibronectina, nidógeno/entactina y proteoglicanos de heparán sulfato que forman una estructura similar a un enrejado. En las tres capas que componen la membrana hay sitios aniónicos —los ya mencionados glucosaminoglicanos de heparán sulfato— cuya eliminación aumentaría la permeabilidad de la membrana basal glomerular.
El colágeno de tipo IV, el mayor constituyente colagenoso de la membrana basal, es un heterotrímero que consta de un dominio carboxiterminal no colagenoso (NC1). Las moléculas del colágeno IV pueden asociarse a través de este dominio para formar dímeros y por medio de sus terminaciones amino formar tetrámeros.
Entre los pedicelos que cubren la superficie externa de la membrana basal glomerular existen hendiduras de 25 a 60 nm que están cruzadas por una membrana delgada llamada diafragma de hendidura o diafragma de filtración. Esta fina estructura es la responsable principal de impedir el paso de moléculas como la albúmina.

### Mesangio renal
El mesangio es una especie de tejido conjuntivo formado por células mesangiales y matriz mesangial que se localiza en el espacio que queda entre los capilares del glomérulo y que es más abundante en el polo vascular glomerular. El espacio que hay entre las células glomerulares está ocupado por las células mesangiales intraglomerulares. Esas células no forman parte de la barrera de filtración sino que son pericitos especializados que participan indirectamente en la filtración porque contraen y reducen la superficie glomerular, y por lo tanto el índice de filtración, sobre todo en respuesta al estiramiento. Aparte de su misión de soporte vascular el mesangio, aunque como se dijo no participa de manera directa en la filtración glomerular, desempeña una función importante en ese proceso por su capacidad de regular el flujo sanguíneo intraglomerular y por ende la superficie expuesta a la filtración. Esa particularidad se debe a que el mesangio posee receptores importantes para moléculas como la angiotensina II y en segundo lugar a su aparato contráctil. Además, las células mesangiales tienen una capacidad fagocítica y pinocítica que les confiere el poder de depurar el material de desecho de la membrana basal glomerular. Secretan prostaglandinas y endotelinas y los elementos de la matriz mesangial y tienen capacidad de proliferar. Hay células mesangiales que se localizan fuera del corpúsculo renal: son células mesangiales extraglomerulares (forman parte del aparato yuxtaglomerular). La matriz mesangial está formada por colágeno de tipos IV, V y VI, proteoglicanos y fibronectina.

### Endotelio
El endotelio está perforado por poros o fenestraciones de entre 70 y 100 nm de diámetro que permiten la separación mecánica de los elementos de la sangre y el plasma. La superficie de la célula endotelial tiene carga negativa por la presencia de una glucoproteína polianiónica, la podocalixina, que es la principal sialoproteína glomerular. La concentración de moléculas superficiales aniónicas y fenestraciones determina que el endotelio glomerular se diferencie de otras membranas plasmáticas endoteliales y permita el paso de partículas de bajo peso molecular, aunque no es muy eficiente para impedir el pasaje de macromoléculas.

### Barrera  de filtración glomerular
El corpúsculo renal es la zona de la nefrona en la que se produce el ultrafiltrado de plasma (orina primaria). La estructura que está a cargo del ultrafiltrado —la barrera de filtración glomerular— separa la luz de los capilares glomerulares de la luz del espacio urinario de la cápsula de Bowman y está formada por diversos elementos entre los que figuran: 1) el endotelio fenestrado de los capilares (las fenestras grandes y sin diafragma permiten el paso de todos los elementos no celulares de la sangre —aunque las proteínas aniónicas de gran tamaño se filtran con lentitud por la cubierta de heparán sulfato que poseen las células endoteliales—), 2) la lámina basal glomerular, una lámina basal gruesa (de alrededor de 250 nm) resultante de la fusión de las láminas basales de los podocitos de la cápsula de Bowman y del endotelio de los capilares glomerulares, 3) la lámina rara externa, que es contigua a los pedicelos de los podocitos, 4) la lámina densa, que es la fusión de las dos láminas  densas, 5) la lámina rara interna, que es contigua a las células endoteliales de los  capilares (el contenido de heparán sulfato —un compuesto polianiónico— de las láminas raras impide la filtración de las proteínas aniónicas. La red de colágeno de tipo IV de la lámina densa supone un filtro físico) y 6) la membrana de la ranura de filtración que hay entre los pedicelos de los podocitos (el paso de los diversos compuestos de la sangre a través de la barrera de filtración glomerular depende de dos factores, a saber, el tamaño —los compuestos con  un  tamaño menor de 3,5 nm atraviesan  la barrera— y la carga eléctrica —los compuestos de carga eléctrica positiva o neutra  pasan la barrera—.) Los compuestos que atraviesan la barrera de filtración glomerular se vierten en el espacio urinario (espacio capsular de Bowman).

### Irrigación

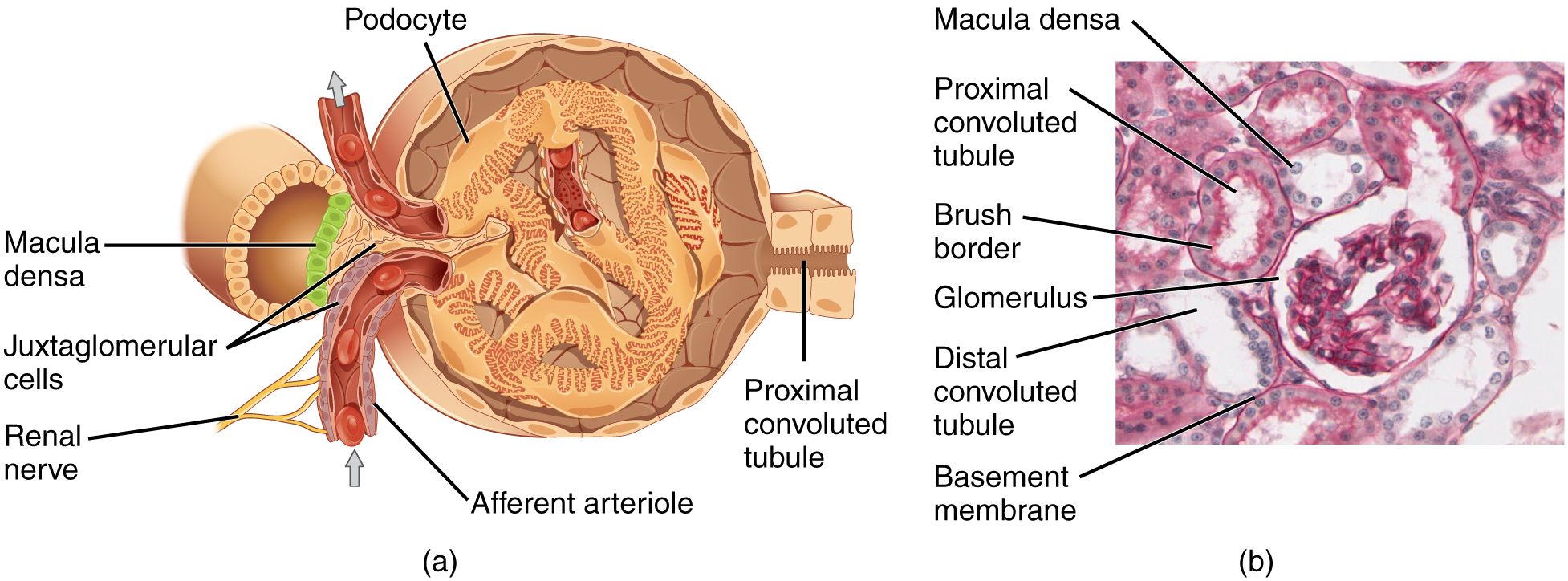
El aparato yuxtaglomerular (a) posibilita que células especializadas controlen la composición del líquido en el túbulo contorneado distal y ajusten el índice de filtración glomerular. La micrografía (b) muestra el glomérulo y las estructuras que lo circundan. Podocyte:podocito. Juxtaglomerular cells: células yuxtaglomerulares. Renal nerve: nervio renal. Afferent arteriole: arteriola aferente. Proximal convoluted tubule: túbulo contorneado proximal. Brush border: borde o ribete en cepillo. Glomerulus: glomérulo. Distal convoluted tubule: túbulo contorneado distal. Basement membrane: membrana basal.

Como ya se dijo, el glomérulo recibe sangre de una sola arteria, la arteria aferente, rama de una arteria interlobulillar de la corteza del riñón. La contracción o la relajación de la arteria pueden afectar la presión de los capilares glomerulares y por consiguiente la filtración de la sangre. La actividad del sistema nervioso simpático así como las hormonas también pueden afectar el índice de filtración glomerular mediante la modulación de diámetro de la arteriola aferente. Por ejemplo, en un estudio realizado en ratas se determinó que la reducción temprana del diámetro de las arteriolas aferentes contribuía al desarrollo de un aumento de la presión arterial.

### Revestimiento
Los capilares del glomérulo están revestidos por células endoteliales. Son estructuras que contienen gran cantidad de poros (llamados fenestras) de 70-100 nm de diámetro que a diferencia de los de otros capilares con fenestraciones no son atravesados por diafragmas. Esos poros permiten la filtración libre de solutos del plasma, líquidos y proteínas pero no son lo suficientemente grandes como para que se filtren los eritrocitos.

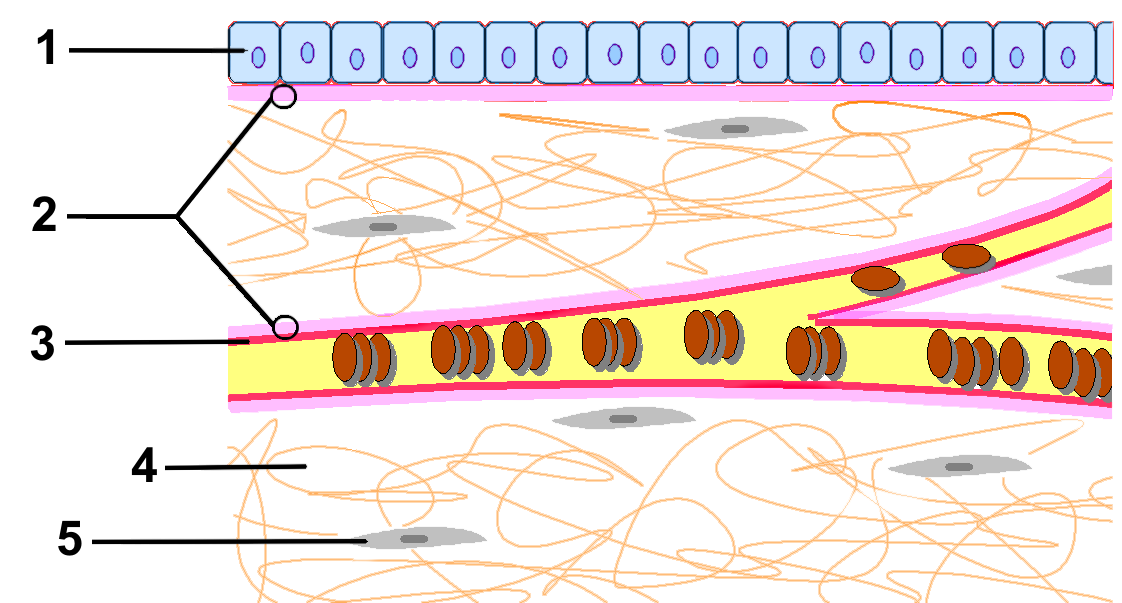
Membrana basal. 1. Célula epitelial. 2. Membrana basal. 3. Capilares del epitelio. 4. Tejido conjuntivo. 5.Fibroblasto.

El glomérulo posee una membrana basal compuesta principalmente por lamininas,  colágeno de tipo IV, agrina y nidógeno,
los que se sintetizan y son secretados tanto por las células endoteliales como por los podocitos. Estos forman una membrana de 250-400 nm de espesor que es más gruesa que las membranas basales de otros tipos de tejido. Los efectos de las mutaciones de los constituyentes de la membrana basal glomerular sugieren que desempeñaría un papel en la selectividad y la permeabilidad de la barrera de filtración a moléculas grandes como la albúmina.
El lado externo de la membrana basal está revestido por pliegues llamados podocitos, los que a su vez están revestidos por pliegues de citoplasma llamados prolongaciones citoplasmáticas o pedicelos. Esas estructuras controlan la filtración de proteínas de la luz capilar al espacio de Bowman. El espacio existente entre los pedicelos de podocitos adyacentes es atravesado por un diafragma de hendidura formado por varias proteínas que incluyen podocina y nefrina. Además, las moléculas con carga negativa como la albúmina no pueden pasar porque los pedicelos tienen una capa de carga también negativa (el glucocáliz) que impide su filtración.

### Drenaje de la sangre

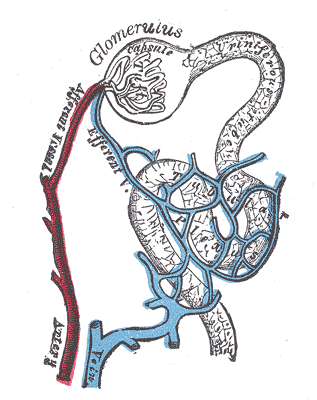
Distribución de los vasos sanguíneos en la corteza del riñón.

La sangre es transportada fuera del glomérulo por una arteriola eferente en lugar de una vénula, como se observa en la mayor parte de los otros sistemas capilares. Esa particularidad permite un mayor control sobre el flujo sanguíneo que atraviesa el glomérulo, dado que las  arteriolas se dilatan y se contraen más fácilmente que las vénulas debido a la capa más grande de músculo liso (túnica media) que poseen.
Las arteriolas eferentes de las nefronas yuxtaglomerulares, el quince por ciento de las nefronas más próximas a la médula renal, emiten ramas capilares rectas que llevan sangre isotónica a esa estructura. Junto con el asa de Henle, estos vasos rectos desempeñan un papel crucial en el establecimiento del sistema de intercambio por contracorriente de la nefrona.
La arteriola eferente se forma en el extremo del glomérulo e irriga fundamentalmente los túbulos de la corteza. De las arteriolas eferentes, en particular de las de los glomérulos cercanos a la médula, también surgen los vasos encargados de la irrigación medular. La arteriola eferente desemboca en una vena interlobulillar.

### Drenaje del material filtrado
Después de haber atravesado los capilares del glomérulo el material filtrado  entra en la cápsula de Bowman y desde ahí deja el corpúsculo por un túbulo contorneado proximal para ingresar en el sistema de conductos colectores de la nefrona.

## Funciones

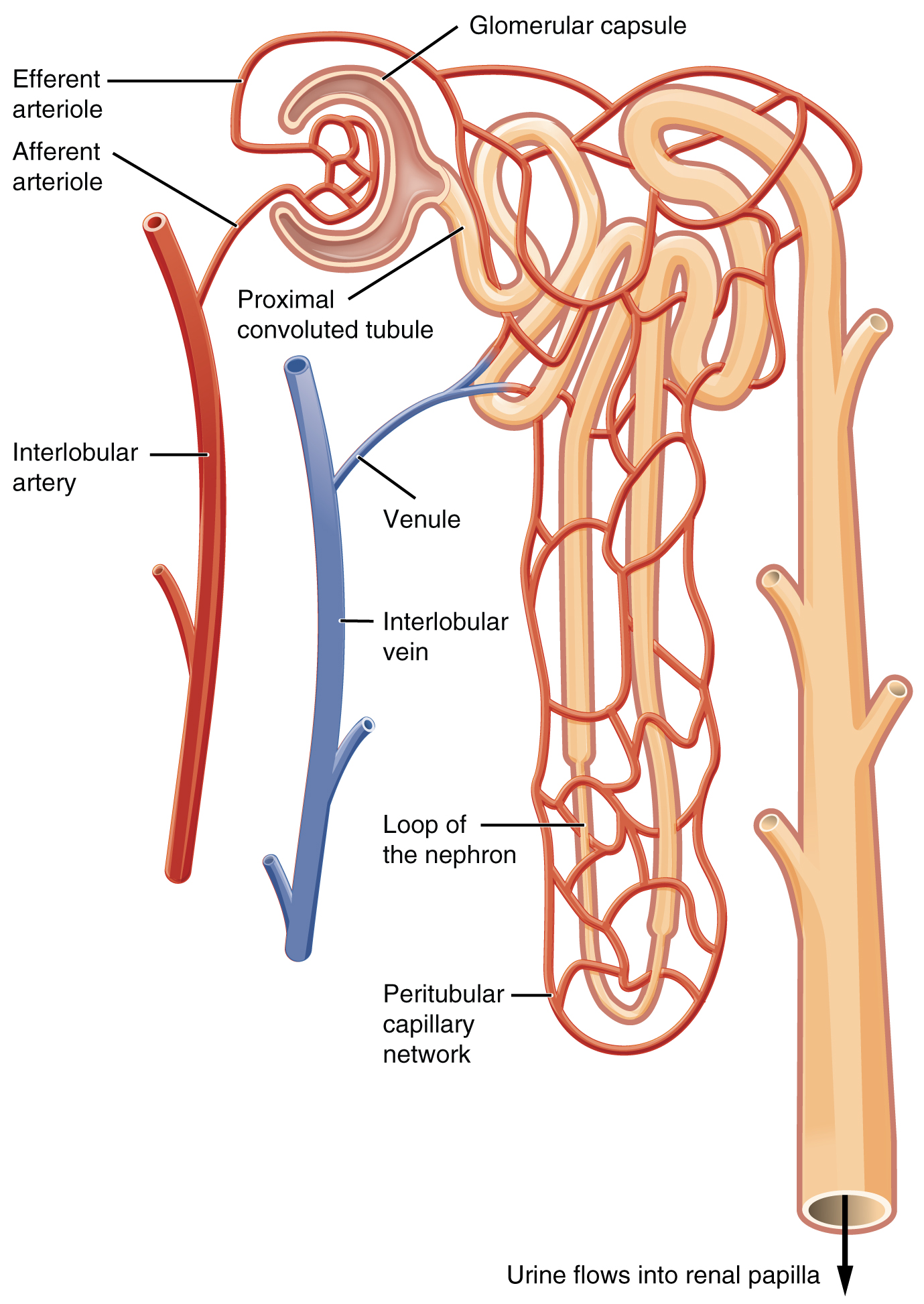
El glomérulo es la red de capilares ilustrada en rojo.La sangre fluye a través de la arteriola aferente y sale a través de la arteriola eferente (flechas). La estructura redonda de doble pared (en blanco) es la cápsula de Bowman. El componente líquido de la sangre (plasma) se filtra al atravesar la membrana glomerular, que está compuesta por la pared capilar y la capa epitelial de la cápsula de Bowman. La sangre filtrada sale por la parte superior del túbulo.

### Filtración

Esquema de la barrera de filtración (sangre-orina) del riñón. A. Células endoteliales del glomérulo.1. Poro (fenestra). B. Membrana basal glomerular: 1. Lámina rara interna. 2. Lámina densa. 3. Lámina rara externa. C. Podocitos: 1. Proteína enzimática y estructural. 2. Hendidura de filtración. 3. Diafragma. Los podocitos, que son las células que tapizan el glomérulo, tienen carga negativa y presentan brechas muy pequeñas que evitan la filtración de moléculas de gran tamaño.Cuando la inflamación los lesiona puede haber un aumento de la permeabilidad a las proteínas.

La función más importante del glomérulo es filtrar el  plasma para producir filtrado glomerular, el que descenderá por el túbulo de la nefrona para formar la orina. La velocidad a la que el glomérulo filtra el plasma, es decir el índice de filtración glomerular, es mucho mayor que en los capilares sistémicos debido a las características anatómicas particulares del glomérulo. A diferencia de los capilares sistémicos, que reciben sangre de arteriolas de alta resistencia  y drenan en vénulas de resistencia baja, los capilares glomerulares están conectados en ambos extremos con arteriolas de alta resistencia, las ya mencionadas arteriolas aferente y eferente. Esta disposición de dos arteriolas en serie determina la alta presión hidrostática en los capilares glomerulares, que es una de las fuerzas que favorecen la filtración a la cápsula de Bowman.
Cuando una sustancia atraviesa las células endoteliales de los capilares glomerulares, la membrana basal glomerular y los podocitos para entrar en la luz del túbulo se trata de filtrado glomerular. En cambio, las sustancias que no pueden atravesar esas estructuras no son filtradas en el glomérulo sino que salen de él a través de la arteriola eferente para volver a formar parte de la circulación.

#### Permeabilidad
Las estructuras de las capas determinan su permeabilidad selectiva. Los factores que influyen en esa propiedad son la carga negativa de la membrana basal y el epitelio de los podocitos y el tamaño efectivo de los poros de la pared glomerular (8 nm). Como resultado, las moléculas de gran tamaño o de carga negativa atravesarán las membranas con una frecuencia mucho menor que las pequeñas o de carga positiva. Por ejemplo, los iones pequeños como los de sodio y potasio las atraviesan libremente mientras que para proteínas grandes como la hemoglobina y la albúmina prácticamente no hay permeabilidad. La presión oncótica sobre los capilares glomerulares es una de las fuerzas que ofrecen resistencia a la filtración. Como las proteínas grandes y de carga negativa tienen baja permeabilidad, no pueden filtrarse fácilmente a la cápsula de Bowman. Por lo tanto, la concentración de esas proteínas tiende a aumentar cuando los capilares glomerulares filtran el plasma, lo que incrementa la presión oncótica en toda la longitud de esas estructuras.

#### Ecuación de Starling
La influencia de las fuerzas hidrostáticas y oncóticas (o fuerzas de Starling) sobre el movimiento del flujo a través de las membranas capilares se describe en la ecuación de Starling:

{\displaystyle \ Q=K_{f}([P_{c}-P_{i}]-R[\pi _{c}-\pi _{i}])}

En donde:
- Kf es el coeficiente de filtración y expresa la permeabilidad de la pared capilar para los líquidos
- Pc es la presión hidrostática capilar
- Pi es la presión hidrostática intersticial
- R es el coeficiente de reflexión,

un valor que es índice de la eficacia de la pared capilar para impedir el paso de proteínas  y que se admite que, en condiciones normales, es igual a 1, lo que significa que es totalmente impermeable a ellas, y en situaciones patológicas es inferior a 1, hasta alcanzar el valor 0 cuando puede ser atravesada por ellas sin dificultad.
- πc es la presión oncótica capilar
- πi, es la presión oncótica intersticial

Todas las presiones son medidas en milímetros de mercurio (mm Hg) y el coeficiente de filtración se mide en mililitros por minuto por milímetros de mercurio (mL•min-1•mm Hg-1). Por ejemplo:
- Presión hidrostática arteriolar (Pc) = 37 mm Hg
- Presión hidrostática venular (Pc) = 17 mm Hg

### Regulación de la presión arterial
Las paredes de la arteriola aferente contienen células de músculo liso especializadas que sintetizan renina. Estas células yuxtaglomerulares desempeñan una función importante en el sistema renina-angiotensina, lo que ayuda a regular la presión arterial

## Patología

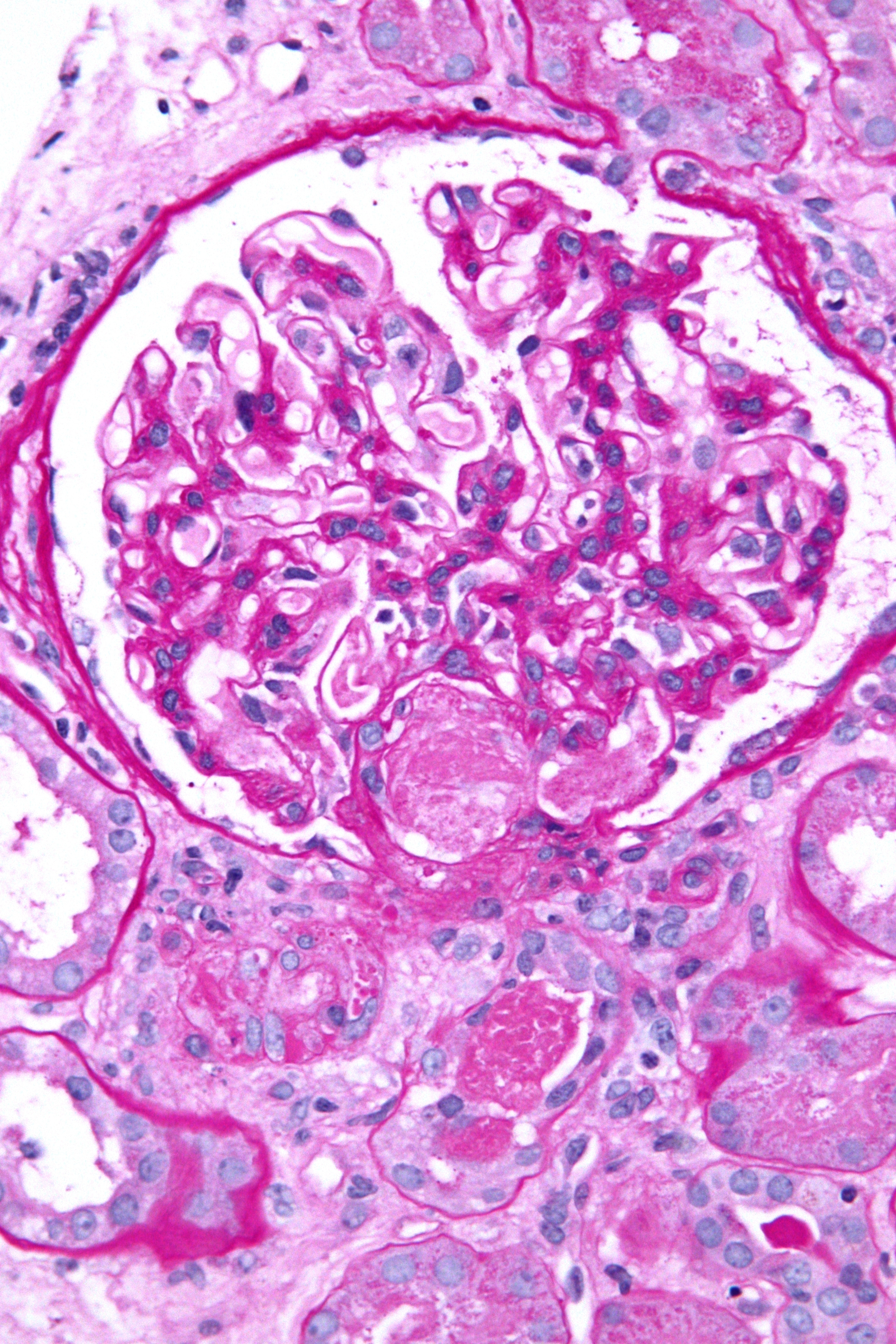
Muestra histológica de un glomérulo afectado por un trombo.

El glomérulo puede ser afectado por numerosas enfermedades entre las que se destacan las diversas formas de una enfermedad que se produce cuando hay inflamación glomerular, la llamada glomerulonefritis. Esa nefropatía se asocia con proteinuria, hematuria y trastornos de la excreción del sodio con hipertensión y edema. Los pedicelos de los podocitos pueden atrofiarse, lo que favorece mucho la filtración (patológica) de albúmina. En algunos casos de glomerulonefritis se detecta un aumento de la cantidad de células en los glomérulos, un engrosamiento de la membrana basal o cicatrización (esclerosis) glomerular. 

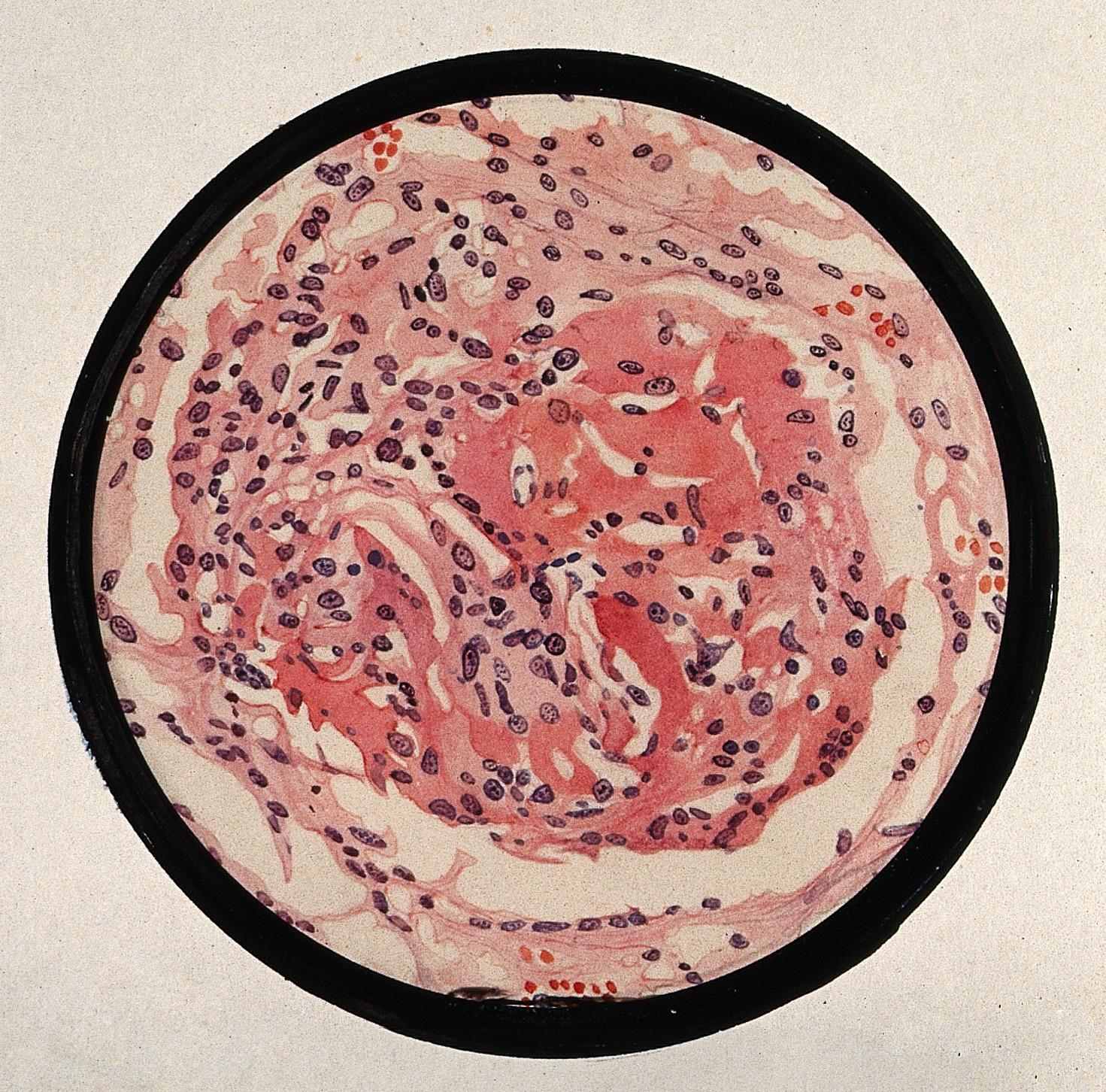
Imagen microscópica de los vasos sanguíneos obstruidos en el riñón inflamado de una paciente con glomerulonefritis aguda.

Existen enfermedades que comprometen los glomérulos, los túbulos, el intersticio y los vasos sanguíneos y lo primero y más necesario para llegar al diagnóstico es el conocimiento de la morfología normal de cada una de esas estructuras, en particular de las variaciones que pueden presentar en relación con la edad del paciente. Para estudiar las patologías glomerulares la mayor parte de las veces se recurre al microscopio electrónico de transmisión (MET), aparato con el que se analiza cada uno de los elementos que conforman el ovillo de capilares conocido como corpúsculo renal, a saber, los podocitos (número, gotas de reabsorción proteica, inclusiones citoplasmáticas, estado de los pedicelos), el endotelio (fenestraciones, características del citoplasma), el mesangio (número de células y estado de la matriz) y la membrana basal glomerular (espesor, textura y contornos).

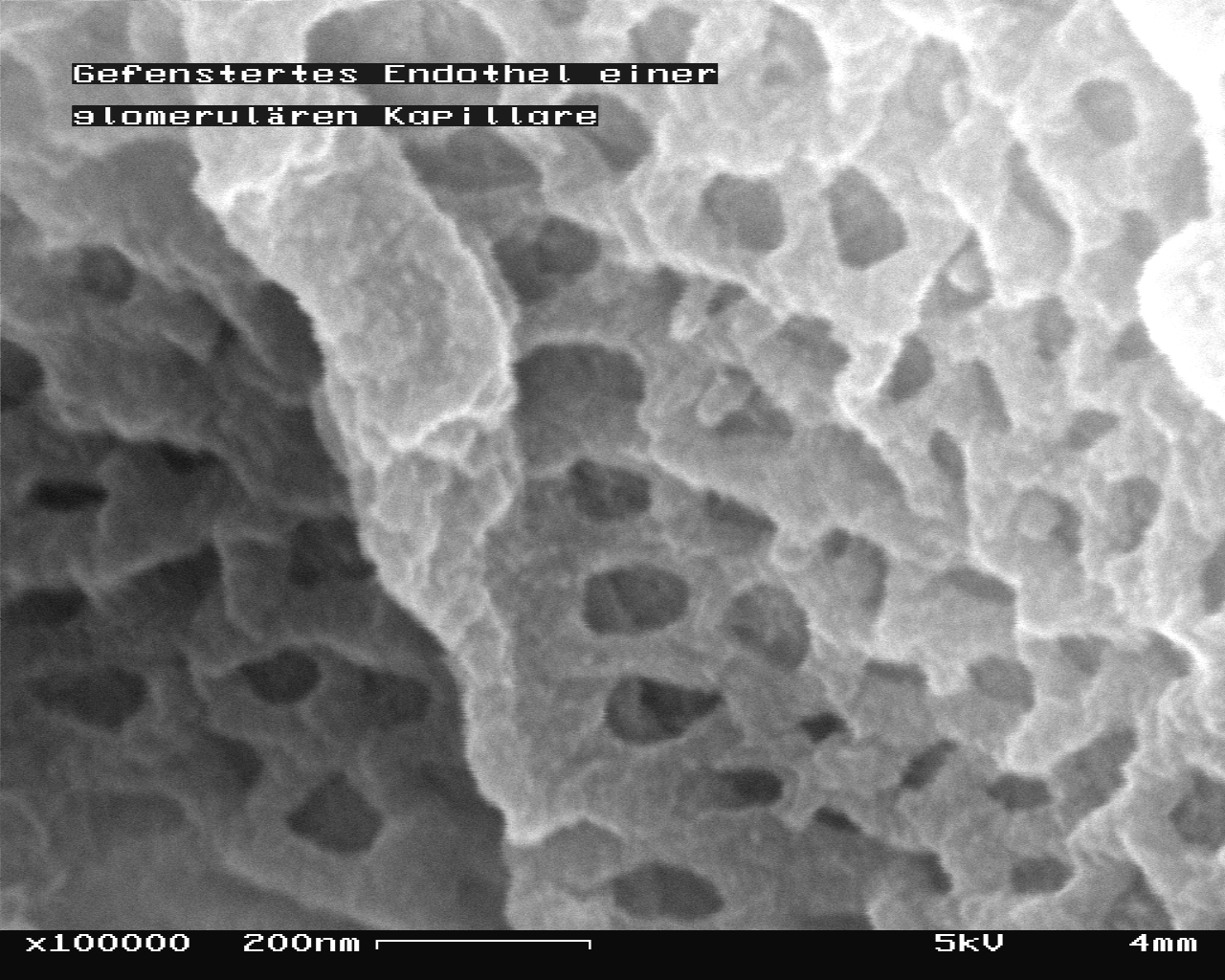
En esta imagen se ven la fenestras en el interior de un capilar glomerular roto. (Microscopio electrónico de barrido, 100,000x.)

Después de estudiar detenidamente estos componentes se establece la presencia o la ausencia de los depósitos electrodensos que participan en la patogenia de diversas enfermedades renales (inmunitarias o no inmunitarias). Entre las diversas entidades clinicoanatomopatológicas en las que la microscopia electrónica de transmisión es la única herramienta diagnóstica útil se destacan patologías genéticas clásicas que afectan las membranas basales como el síndrome de Alport y la nefropatía por membrana basal delgada, enfermedades caracterizadas por la presencia de depósitos extracelulares de diversa localización y naturaleza bioquímica como la enfermedad por depósitos densos, la glomerulopatía fibrilar/inmunotactoide, la gomerulopatía colagenofibrótica (una enfermedad rara caracterizada por el depósito de colágeno de tipo III (por lo general inexistente en el glomérulo) a nivel de la matriz mesangial y del espacio subendotelial. Existen controversias sobre si se trata de una enfermedad renal primaria o de la secuela de una enfermedad sistémica porque se la ha descrito tanto de forma aislada como en el contexto de procesos extrarrenales como la fibrosis perisinusoidal hepática). y el síndrome uña-rótula y una enfermedad por depósitos lisosómicos que afecta los podocitos, el endotelio y el epitelio tubular, la enfermedad de Fabry. Cada una de las entidades  mencionadas, todas ellas de etiopatogenia tan diversa, exige que se obtenga una muestra de tejido renal para microscopia electrónica de transmisión que luego el anatomopatólogo decidará si se somete a análisis ultraestructural o no.